# Гострий Камінь
Гострий Камі́нь — село в Україні, у Роздорській селищній територіальній громаді Синельниківського району Дніпропетровської області. Населення за переписом 2001 року становить 12 осіб. Орган місцевого самоврядування - 
Роздорська селищна рада.

## Історія
12 червня 2020 року, відповідно до розпорядження Кабінету Міністрів України № 709-р від «Про визначення адміністративних центрів та затвердження територій територіальних громад Дніпропетровської області», увійшло до складу Роздорської селищної територіальної громади.
19 липня 2020 року, в результаті адміністративно-територіальної реформи та ліквідації   Синельниківського (1923—2020) району, село увійшло до складу новоутвореного Синельниківського району.

## Географія
Село Гострий Камінь знаходиться на правому березі річки Нижня Терса, вище за течією на відстані 1 км розташоване село Ясне, нижче за течією на відстані 2,5 км розташоване селище Роздори.

## Інтернет-посилання
- Погода в селі Гострий Камінь [Архівовано 20 грудня 2011 у Wayback Machine.]